# Wassili Nikolajewitsch Leschkow
Wassili Nikolajewitsch Leschkow (russisch Василий Николаевич Лешков; * 2. Augustjul. / 14. August 1810greg. in Medwjodowo, Ujesd Starodub; † 21. Januarjul. / 2. Februar 1881greg. in Moskau) war ein russischer Jurist und Hochschullehrer.

## Leben
Leschkow, Sohn eines Kirchendieners, erhielt die erste Bildung zu Hause, besuchte ab 1820 die Geistliche Ujesd-Schule und dann das Geistliche Seminar Tschernigow (1825–1829). Darauf studierte er am Pädagogischen Oberinstitut St. Petersburg mit Abschluss 1835 mit einer Silbermedaille. Darauf wurde er zum weiteren Studium an die Universität Berlin geschickt, wo er die Vorlesungen von Friedrich Carl von Savigny, August Wilhelm Heffter und Leopold von Ranke hörte und wo in dieser Zeit auch Timofei Nikolajewitsch Granowski studierte. Nach zwei Jahren in Berlin besuchte er die Universitäten Leipzig, Prag und Wien, wo er nicht nur Vorlesungen hörte, sondern auch in den Bibliotheken arbeitete und seine Griechisch-, Latein-, Deutsch-, Französisch- und Englisch-Kenntnisse verbesserte.
Nach seiner Rückkehr im Januar 1839 wurde Leschkow Adjunkt der Juristischen Fakultät der Universität Moskau und hielt Vorlesungen über das Ius gentium. Im Mai 1839 wurde er Sekretär des Rats der Juristischen Fakultät. 1840 heiratete er Jelisaweta Semjonowna Doroschewitsch, mit der er 6 Kinder bekam.
1841 verteidigte Leschkow erfolgreich seine Doktor-Dissertation über die Anfänge der Neutralität in Bezug auf den Seehandel. 1842 wurde er außerordentlicher Professor. 1843 begann er eine Vorlesung über den Staatswohlstand, wobei er sich nicht auf das nationale Recht beschränkte, und gleichzeitig hielt er eine Vorlesung in Form einer Rechtsenzyklopädie. 1845 wurde er Ordentlicher Professor der Universität Moskau. Er lehrte seine Studenten, dass der Staat nicht der Vormund der Privatpersonen sei, sondern dass das Gesellschaftsrecht zur Wechselwirkung zwischen Privatperson und Gemeinschaft führen müsse. Er war ein starker Verfechter der kommunalen Selbstverwaltung. Neben seiner Universitätstätigkeit veröffentlichte er Aufsätze im Moskwitjanin und in den Juristischen Notizen.
1847 wurde Leschkow zum Zensor im Moskauer Zensurkomitee ernannt. Aus dieser Tätigkeit resultierte seine Beziehung zu Nikolai Wassiljewitsch Gogol.
Leschkows Werk über das russische Volk und den Staat wurde für den Demidow-Preis vorgeschlagen. Die Rezension des Westlers Iwan Jefimowitsch Andrejewski verhinderte jedoch eine Preisverleihung. Dafür fand das Werk bei den Slawophilen eine hohe Aufmerksamkeit. Insbesondere Alexei Stepanowitsch Chomjakow und Iwan Dmitrijewitsch Beljajew hoben die Bedeutung dieses Werkes hervor.
Leschkow war mehrmals Dekan der Juristischen Fakultät der Universität Moskau (1863–1866, 1869–1872, 1877–1880). 1864 wurde Leschkow Verdienter Professor der Universität Moskau. 1865 gründete er mit anderen die Moskauer Juristische Gesellschaft, deren Vorsitzender und aktivstes Mitglied er dann war.
Leschkows Wiederwahl als Dekan führte 1866 zum sogenannten Professorenaufstand der Professoren F. M. Dmitrijew, B. N. Tschitscherin, M. N. Kapustin, S. M. Solowjow, S. A. Ratschinski und anderer liberaler Professoren der Universität Moskau gegen die Wiederwahl des Dekans und die Einmischung des Ministeriums für Volksbildung in diese Universitätsangelegenheit.
1871–1880 gab Leschkow den Juriditscheski Westnik heraus. 1875 wirkte er bei der Einberufung des ersten Kongresses der russischen Juristen mit. Er war Membre associé der Königlichen Gesellschaft für nordische Altertumskunde zu Kopenhagen. Leschkow war stimmberechtigtes Mitglied des Semstwos des Gouvernements Moskau.